# Składy najlepszych zawodników izraelskiej ligi koszykówki Ligat HaAl
Składy najlepszych zawodników izraelskiej ligi koszykówki Ligat HaAl – umowne składy najlepszych zawodników izraelskiej ligi koszykówki Ligat HaAl, wybierane co sezon poprzez głosowanie trenerów zespołów tejże ligi, nazywanej także Premier League lub Super League. 

## Składy
pogrubienie – oznacza zawodnika, który został wybrany MVP sezonu zasadniczego ligi izraelskiej

### 1989–90
- Adi Gordon (Hapoel Jerozolima)
- / Brad Leaf (Hapoel Gelil Eljon)
- Milt Wagner (Maccabi Ramat Gan)
- Richard Rellford (Maccabi Riszon le-Cijjon)
- / Earl Williams (Maccabi Ramat Gan)

### 1991–92
- Izrael Elimelech (Hapoel Holon)
- / Brad Leaf (2×) (Hapoel Gelil Eljon)
- David Thirdkill (Hapoel Tel Awiw)
- / Joe Dawson (Hapoel Ejlat)
- Mike Mitchell (Maccabi Tel Awiw)

### 1993–94
- Milt Wagner (2×) (Bejtar Ramat Gan)
- Norris Coleman (Hapoel Jerozolima)
- David Thirdkill (3×) (Hapoel Tel Awiw)
- Wendell Alexis (Maccabi Tel Awiw)
- Eddie Phillips (2×) (Bejtar Ramat Gan)

### 1995–96
- Nenad Marković (Hapoel Tel Awiw)
- / Brian Oliver (Riszon le-Cijjon)
- Melvin Newbern (Hapoel Safed)
- Gur Szelef (Hapoel Gelil Eljon)
- / Andrew Kennedy (Hapoel Gelil Eljon)

### 1997–98
- Oded Kattasz (Maccabi Tel Awiw)
- Doron Sheffer (2×) (Maccabi Tel Awiw)
- / Mark Brisker (2×) (Maccabi Ra’ananna)
- Tomer Steinhauer (2×) (Maccabi Ra’ananna)
- Ed Elisma (Hapoel Ejlat)

### 1999–00
- / Ariel McDonald (Maccabi Tel Awiw)
- Joaw Saffar (Hapoel Gelil Eljon)
- Kenny Williams (2×) (Hapoel Jerozolima)
- Amir Muchtari (Maccabi Hajfa)
- Nate Huffman (Maccabi Tel Awiw)

### 2001–02
- Meir Tapiro (Hapoel Jerozolima)
- Danny Lewis (Ironi Ramat Gan)
- Anthony Parker (Maccabi Tel Awiw)
- / Charles Minlend (Maccabi Giwat Szemu’el)
- Siniša Kelečević (Hapoel Jerozolima)

### 2003–04
- Šarūnas Jasikevičius (Maccabi Tel Awiw)
- Meir Tapiro (2×) (Bene Ha-Szaron)
- Anthony Parker (2×) (Maccabi Tel Awiw)
- Eric Campbell (Ironi Naharijja)
- Nikola Vujčić (2×) (Maccabi Tel Awiw)

### 2005–06
- Timmy Bowers (Maccabi Giwat Szemu’el)
- Or Eitan (Riszon le-Cijjon)
- Omar Sneed (Riszon le-Cijjon)
- Li’or Elijjahu (2×) (Hapoel Gelil Eljon)
- Mario Austin (Hapoel Jerozolima)

### 2007–08
- Meir Tapiro (3×) (Bene Ha-Szaron)
- P.J. Tucker (Hapoel Holon)
- Terence Morris (Maccabi Tel Awiw)
- / Jamie Arnold (Hapoel Jerozolima)
- Otis Hill (Ironi Naharijja)

### 2009–10
- Shmuel Brener (Barak Netanja)
- J.R. Pinnock (Barak Netanja)
- Guy Pnini (Maccabi Tel Awiw)
- Eljasz Kadir (Hapoel Gilboa Gelil)
- Brian Randle (Hapoel Gilboa Gelil)

### 2011–12
- Moran Roth (2×) (Hapoel Holon)
- Derwin Kitchen (Riszon le-Cijjon)
- Josh Carter (Maccabi Aszdod)
- Li’or Elijjahu (5×) (Maccabi Tel Awiw)
- Bryant Dunston (Hapoel Holon)

### 2013–14
- Raviv Limonad (2×) (Hapoel Tel Awiw)
- Kevin Palmer (Hapoel Ejlat)
- / Donta Smith (Maccabi Hajfa)
- Josh Duncan (Hapoel Jerozolima)
- / Alex Tyus (Maccabi Tel Awiw)

### 2015–16
- Gal Mekel (3×) (Maccabi Tel Awiw)
- Khalif Wyatt (2×) (Hapoel Ejlat)
- / Donta Smith (2×) (Hapoel Jerozolima)
- Li’or Elijjahu (7×) (Hapoel Jerozolima)
- Darryl Monroe (Riszon le-Cijjon)

### 2017–18
- Jerome Dyson (Hapoel Jerozolima)
- / Sek Henry (Maccabi Aszdod)
- Amit Simhon (Hapoel Ejlat)
- / Joe Alexander (Hapoel Holon)
- Zach LeDay (Hapoel Gilboa Galil)

### 1990–91
- Miki Berkowicz (Riszon le-Cijjon)
- Doron Shefa (Hapoel Jerozolima)
- David Henderson (Maccabi Tel Awiw)
- Gene Banks (Riszon le-Cijjon)
- / LaVon Mercer (Maccabi Tel Awiw)

### 1992–93
- Doron Sheffer (Maccabi Tel Awiw)
- Radenko Dobraš (Hapoel Tel Awiw)
- David Thirdkill (2×) (Hapoel Tel Awiw)
- / Joe Dawson (2×) (Hapoel Ejlat)
- Eddie Phillips (Hapoel Givatayim)

### 1994–95
- Darren Daye (Hapoel Gelil Eljon)
- Derrick Gervin (Hapoel Gewat Jagur)
- J.J. Eubanks (Maccabi Ramat Gan)
- Buck Johnson (Hapoel Tel Awiw)
- Billy Thompson (Hapoel Jerozolima)

### 1996–97
- Adi Gordon (2×) (Hapoel Jerozolima)
- Corey Gaines (Hapoel Ejlat)
- / Mark Brisker (Maccabi Ra’ananna)
- Tomer Steinhauer (Maccabi Ra’ananna)
- Dametri Hill (Hapoel Tel Awiw)

### 1998–99
- Oded Kattasz (2×) (Maccabi Tel Awiw)
- Greg Sutton (Hapoel Holon)
- Kenny Williams (Hapoel Jerozolima)
- Radisav Ćurčić (Hapoel Jerozolima)
- Victor Alexander (Maccabi Tel Awiw)

### 2000–01
- / Ariel McDonald (2×) (Maccabi Tel Awiw)
- Rimantas Kaukėnas (Hapoel Gelil Eljon)
- Joaw Saffar (Hapoel Gelil Eljon)
- Tony Dorsey (Hapoel Jerozolima)
- Nate Huffman (2×) (Maccabi Tel Awiw)

### 2002–03
- Lucius Davis (Riszon le-Cijjon)
- / Jarod Stevenson (Bene Ha-Szaron)
- / Charles Minlend (2×) (Maccabi Giwat Szemu’el)
- Ido Kozikaro (Hapoel Gelil Eljon)
- Nikola Vujčić (Maccabi Tel Awiw)

### 2004–05
- Šarūnas Jasikevičius (2×) (Maccabi Tel Awiw)
- Cory Carr (Ironi Aszkelon)
- Anthony Parker (3×) (Maccabi Tel Awiw)
- Li’or Elijjahu (Hapoel Gelil Eljon)
- Kelvin Gibbs (Hapoel Tel Awiw)

### 2006–07
- Raviv Limonad (Ironi Naharijja)
- Tre Simmons (Hapoel Gelil Eljon)
- Lee Nailon (Bene Ha-Szaron)
- Mario Austin (2×) (Hapoel Jerozolima)
- Nikola Vujčić (3×) (Maccabi Tel Awiw)

### 2008–09
- Doron Perkins (Maccabi Hajfa)
- Luis Flores (Hapoel Holon)
- Omri Casspi (Maccabi Tel Awiw)
- Li’or Elijjahu (3×) (Maccabi Tel Awiw)
- Omar Sneed (2×) (Hapoel Jerozolima)

### 2010–11
- Moran Roth (Hapoel Holon)
- Jeremy Pargo (Maccabi Tel Awiw)
- Gal Mekel (Hapoel Gilboa Gelil)
- Dwayne Mitchell (Riszon le-Cijjon)
- Li’or Elijjahu (4×) (Maccabi Tel Awiw)

### 2012–13
- Gal Mekel (2×) (Maccabi Hajfa)
- Scotty Hopson (Hapoel Ejlat)
- Devin Smith (Maccabi Tel Awiw)
- Pat Calathes (Maccabi Hajfa)
- Shawn James (Maccabi Tel Awiw)

### 2014–15
- Khalif Wyatt (Hapoel Ejlat)
- Shawn Dawson (Riszon le-Cijjon)
- Devin Smith (2×) (Maccabi Tel Awiw)
- Li’or Elijjahu (6×) (Hapoel Jerozolima)
- Ike Ofoegbu (Maccabi Hajfa)

### 2016–17
- / John DiBartolomeo (Maccabi Hajfa)
- Curtis Jerrells (Hapoel Jerozolima)
- Andrew Goudelock (Maccabi Tel Awiw)
- James Bell (Hapoel Holon)
- Karam Mashour (Bnei Herzliya)

### 2018–19
- / John DiBartolomeo (×2) (Maccabi Tel Awiw)
- Corey Walden (Hapoel Holon)
- / James Feldeine (Hapoel Jerozolima)
- Elijah Bryant (Hapoel Ejlat)
- Tomer Ginat (Hapoel Tel Awiw)